# Райс, Монти
Монтавиан Ламар Райс-Джордан (англ. Montavian Lamar Rice-Jordan; 8 января 1999, Хантсвилл, Алабама) — профессиональный американский футболист, выступающий на позиции лайнбекера в клубе НФЛ «Теннесси Тайтенс». На студенческом уровне играл за команду университета Джорджии. На драфте НФЛ 2021 года был выбран в третьем раунде.

## Биография
Монтавиан Райс-Джордан родился 8 января 1999 года в Хантсвилле в штате Алабама. Учился в старшей школе имени Джеймса Клеменса, играл за её футбольную команду на позиции лайнбекера. В сезоне 2016 года он сделал 137 захватов, четыре перехвата и сэк, по его итогам войдя в состав сборной звёзд турнира по версии Ассоциации спортивных журналистов Алабамы. На момент выпуска входил в десятку лучших внутренних лайнбекеров в стране по версии Scout.com, в рейтинге ESPN занимал одиннадцатое место.

### Любительская карьера
После окончания школы Райс поступил в университет Джорджии. В 2017 году он дебютировал в турнире NCAA, сыграл в четырнадцати матчах и сделал 22 захвата. В сезоне 2018 года он стал одним из стартовых лайнбекеров команды и принял участие в девяти играх. Несмотря на пропуск пяти матчей, Райс сделал 59 захватов, став третьим в составе по этому показателю.
В 2019 году Райс сыграл четырнадцать матчей и с 89 захватами стал лучшим в составе. По итогам сезона он стал одним из обладателей командной награды Винса Дули, присуждаемой самому ценному игроку защиты, а агентство Associated Press включило его в состав второй сборной звёзд конференции SEC. В сокращённом из-за пандемии COVID-19 сезоне 2020 года Райс принял участие в десяти матчах и сделал 49 захватов, в трёх играх он был одним из капитанов команды. По итогам года он был включён в сборную звёзд конференции, а также вошёл в число финалистов награды Баткаса лучшему лайнбекеру. В начале 2021 года Райс был приглашён на матч всех звёзд выпускников колледжей.

#### Статистика выступлений в NCAA
| Сезон | Команда           | Игры | Захваты | Захваты | Захваты | Захваты | Захваты | Перехваты | Перехваты | Перехваты | Перехваты | Перехваты | Фамблы | Фамблы | Фамблы | Фамблы |
| Сезон | Команда           | Игры | Solo    | Ast     | Tot     | Loss    | Sk      | Int       | Yds       | Y/R       | TD        | PD        | FR     | Yds    | TD     | FF     |
| ----- | ----------------- | ---- | ------- | ------- | ------- | ------- | ------- | --------- | --------- | --------- | --------- | --------- | ------ | ------ | ------ | ------ |
| 2017  | Джорджия Буллдогз | 14   | 10      | 12      | 22      | 2,0     | 0,0     | 0         | 0         | 0,0       | 0         | 0         | 0      | 0      | 0      | 0      |
| 2018  | Джорджия Буллдогз | 9    | 25      | 34      | 59      | 1,5     | 1,0     | 0         | 0         | 0,0       | 0         | 1         | 0      | 0      | 0      | 1      |
| 2019  | Джорджия Буллдогз | 14   | 50      | 39      | 89      | 3,0     | 0,0     | 0         | 0         | 0,0       | 0         | 3         | 0      | 0      | 0      | 0      |
| 2020  | Джорджия Буллдогз | 10   | 30      | 19      | 49      | 4,0     | 1,0     | 0         | 0         | 0,0       | 0         | 1         | 1      | 20     | 1      | 2      |
| Всего | Всего             | 47   | 115     | 104     | 219     | 10,5    | 2,0     | 0         | 0         | 0,0       | 0         | 5         | 1      | 20     | 1      | 3      |

### Профессиональная карьера
Перед драфтом НФЛ 2021 года аналитик сайта Bleacher Report Джастис Москеда характеризовал Райса как невысокого, но крепкого лайнбекера с хорошей скоростью, недостаточной маневренностью и нехваткой пробивной мощи. Среди сильных сторон игрока он выделял большой опыт выступлений на высоком уровне, игровые инстинкты и полезность для специальных команд. К недостаткам Москеда также относил не всегда верный выбор углов атаки при захвате соперника.
На драфте Райс был выбран «Теннесси» в третьем раунде под общим 92 номером. В июле он подписал с клубом четырёхлетний контракт. В дебютном сезоне он принял участие в десяти матчах регулярного чемпионата, четыре из них начал в стартовом составе «Тайтенс». В ноябре в игре против «Нью-Ингленд Пэтриотс» Райс получил травму правой ноги, после чего пропустил заключительную часть сезона.

#### Статистика выступлений в НФЛ

##### Регулярный чемпионат
| Сезон | Команда          | Игры | Захваты | Захваты | Захваты | Захваты | Захваты | Перехваты | Перехваты | Перехваты | Перехваты | Перехваты | Фамблы | Фамблы | Фамблы | Фамблы |
| Сезон | Команда          | Игры | Solo    | Ast     | Tot     | Loss    | Sk      | Int       | Yds       | Y/R       | TD        | PD        | FR     | Yds    | TD     | FF     |
| ----- | ---------------- | ---- | ------- | ------- | ------- | ------- | ------- | --------- | --------- | --------- | --------- | --------- | ------ | ------ | ------ | ------ |
| 2021  | Теннесси Тайтенс | 10   | 17      | 19      | 36      | 0       | 0,0     | 0         | 0         | 0,0       | 0         | 1         | 0      | 0      | 0      | 0      |
| Всего | Всего            | 10   | 17      | 19      | 36      | 0       | 0,0     | 0         | 0         | 0,0       | 0         | 1         | 0      | 0      | 0      | 0      |